# Mësonjëtorja

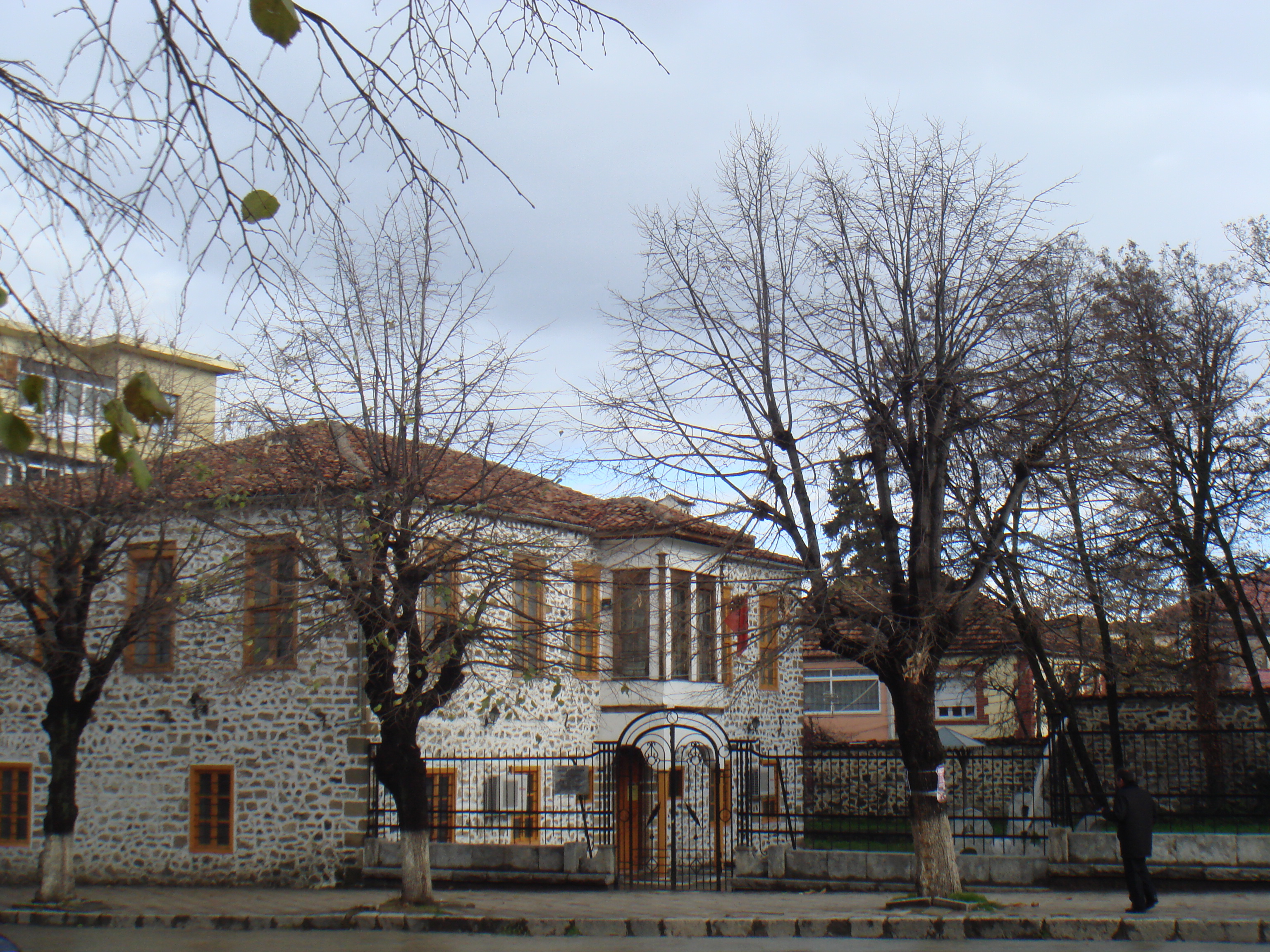
Die Mësonjëtorja am St.-Georgs-Boulevard in Korça; heute ist darin das Nationalmuseum für Bildung beherbergt.

In der Schule Mësonjëtorja (albanisch auch Mësonjëtore) in Korça (Albanien) wurde zum ersten Mal Unterricht auf Albanisch abgehalten. Das Schulgebäude steht heute noch auf der nördlichen Seite des St.-Georgs-Boulevards (alb. Bulevardi Shën Gjergji) und wird, nach umfassender Sanierung, heute als Museum genutzt.

## Geschichte
Ende des 19. Jahrhunderts wurden in den von Albanern bewohnten Gebieten des Osmanischen Reiches vermehrt Stimmen laut, die eine Autonomie Albaniens von der Hohen Pforte forderten und Schulen mit Albanisch-Unterricht wünschten. Viele Intellektuelle und Politiker gaben dieser Nationalbewegung, der Rilindja, Aufwind. Erstmals trafen die berühmtesten albanischen Persönlichkeiten an einem Tisch zusammen und diskutierten über eine einheitliche Schriftsprache. Zuvor wurde nur von herumreisenden Lehrern auf Albanisch unterrichtet. Bevor dieser Prozess überhaupt zum Abschluss kam, wurde auf Initiative einzelner Pädagogen – darunter Gjerasim Qiriazi – und anderer Intellektueller am 7. März 1887 die erste albanischsprachige Schule in Korça eröffnet. Diamanti Tërpo, ein Bürger der Stadt, bot die Räumlichkeiten seines Hauses kostenlos als Unterrichtsräume an. Erster Direktor und Lehrer der Schule war Pandeli Sotiri.

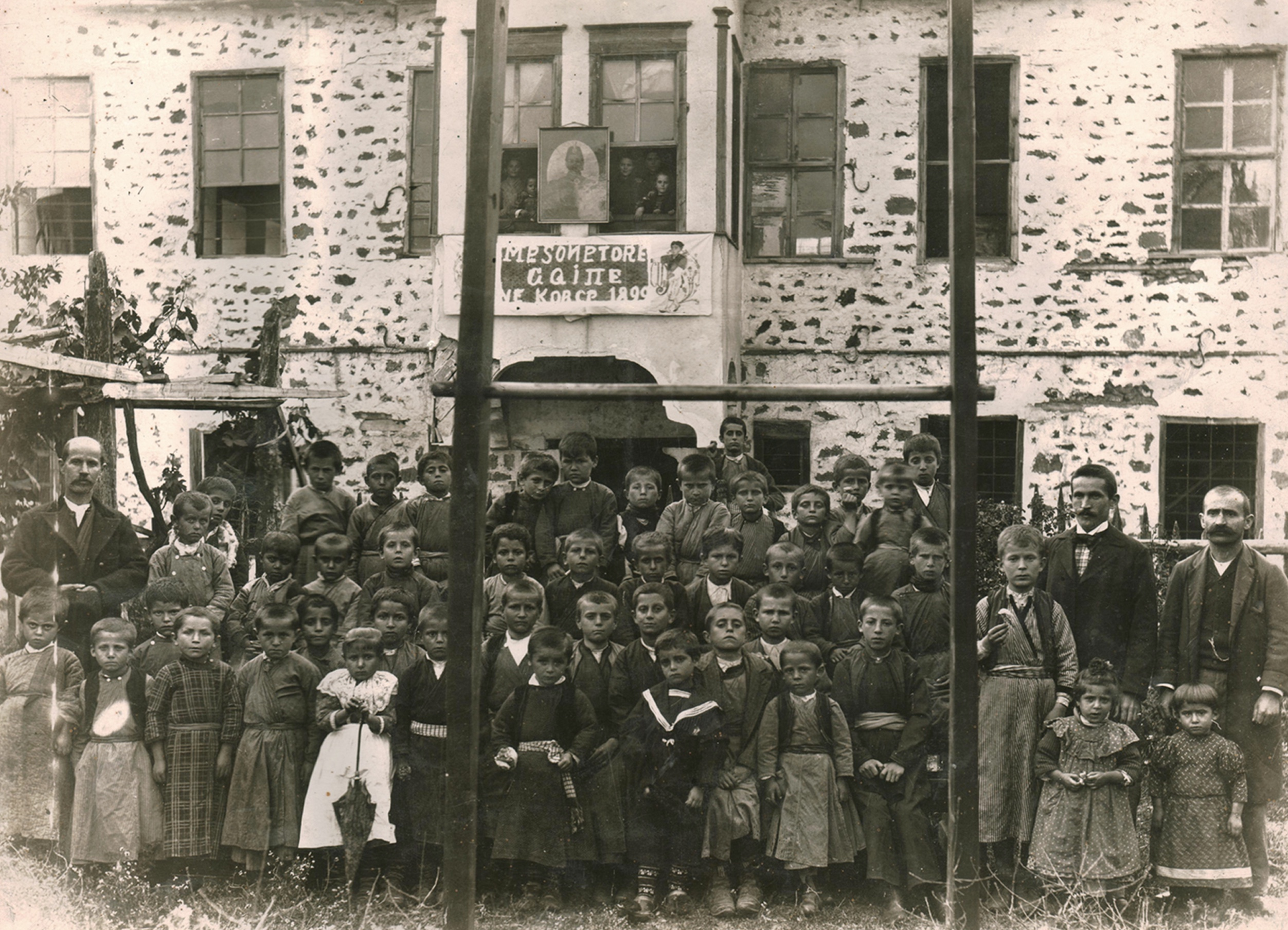
Klassenfoto des Jahrgangs 1898/1899

Die Mësonjëtorja war säkular eingestellt und stand somit allen Konfessionen offen, denn das albanische Volk ist in sunnitische Muslime, Bektaschi, Orthodoxe und Katholiken aufgeteilt. Zudem konnten Schüler aus allen gesellschaftlichen Schichten am Unterricht teilnehmen.
Zu Beginn hatte die Schule eine Klasse mit 35 Schülern. Später kamen eine Vorklasse und vier ordentliche Klassen hinzu. Nach drei Monaten zählte die Schule 60 und im zweiten Schuljahr schon etwa 300 Lernende. Die unterrichteten Fächer waren Schrift, Gesang, albanische Grammatik, Geschichte, Geographie, Arithmetik, Naturwissenschaft und physische Erziehung.
Am 23. Oktober 1891 kam eine Mädchenschule (alb. Shkolla e Vashave) hinzu, da bis anhin nur Knaben unterrichtet worden waren.
Die Mësonjëtorja bestand 15 Jahre; 1902 wurde sie von den osmanischen Behörden geschlossen. Nach Massenprotesten konnte die Schule um 1910 wiedereröffnet werden und wurde noch 50 Jahre lang genutzt. 
Bekannte Lehrer:
- Pandeli Sotiri
- Thanas Sina
- Thoma Avrami
- Petro Nini Luarasi
- Nuçi Naçi
- Janko Minxha
- Kristaq Vaja

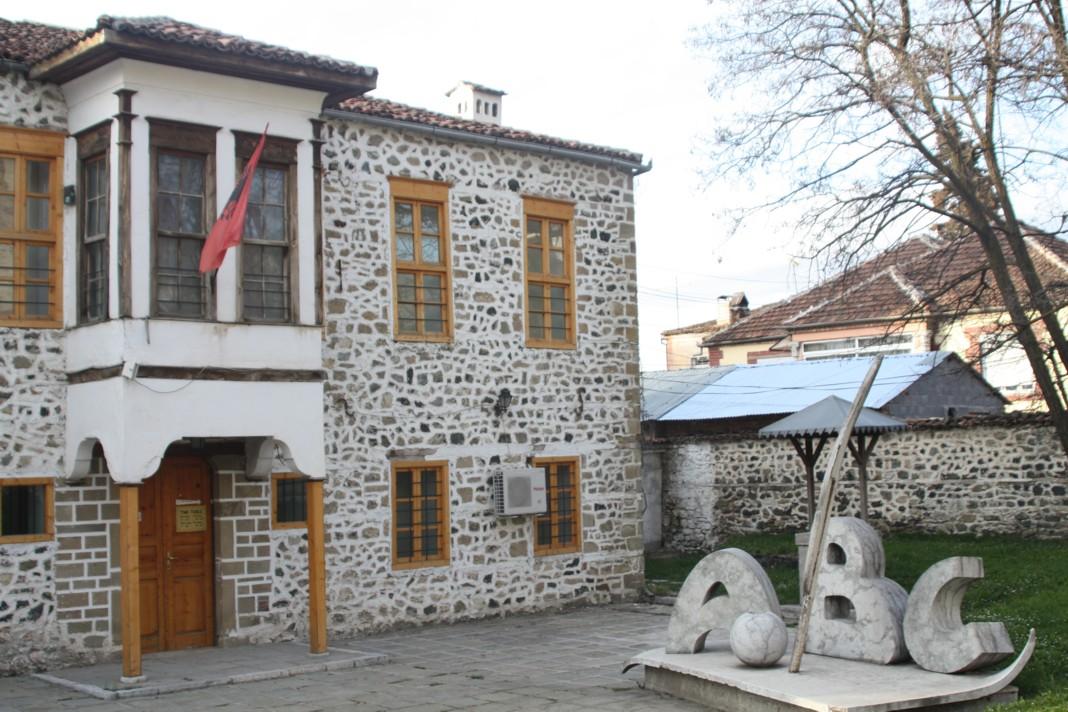
ABC-Skulptur mit Tintenfass und Feder vor dem Eingang des Museums

1960 wurde das Gebäude in das Museum für albanische Bildung umgewandelt. Ausgestellt werden Objekte und Dokumente, die für die albanische Sprache und den Unterricht in Albanien von Bedeutung sind.